# Gerrit J. Geysendorffer

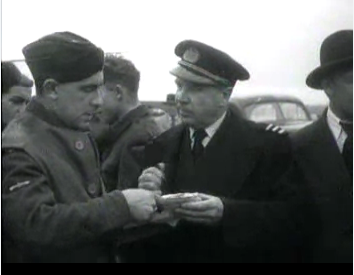
Gerrit Geysendorffer in 1945.

Gerrit Johannes Geysendorffer (Sliedrecht, 1 april 1892 - Kastrup Lufthavn, (Tårnby), 26 januari 1947) was een Nederlands luchtvaartpionier. Hij was vooral bekend als piloot in de begindagen van de KLM, in welke hoedanigheid hij in 1927 de eerste retourvlucht naar Nederlands-Indië maakte met als passagier Van-Lear Black.

## Levensloop
Geysendorffer kwam uit een gezin van acht kinderen, maar bleef al op jonge leeftijd als enig kind over. Hij volgde een opleiding als militair vlieger bij de Luchtvaartafdeeling waar hij zijn militair brevet behaalde. Na de Eerste Wereldoorlog, waaraan Nederland overigens niet deel nam, werd hij de eerste vlieger bij de KLM. Hij was daarnaast ook de eerste Nederlander met een verkeersvliegerbrevet, behaald op 15 april 1921.
In 1927 wilde de Amerikaanse zakenman Van-Lear Black een vriend in Egypte verrassen en informeerde bij de Britse luchtvaartmaatschappij Imperial Airways of hij een vliegtuig kon huren. Dat kon niet, maar hij werd doorverwezen naar de KLM. Die wilde wel aan het verzoek voldoen en leverde een Fokker F.VIIa vliegtuig met registratie H-NADP en als bemanning gezagvoerder Geysendorffer, tweede bestuurder Scholte en werktuigkundige Weber. Zij vlogen Van-Lear Black en zijn persoonlijke assistent J. Leo Bayline gedurende enkele maanden door heel Europa.
In 1924 vond de eerste KLM vlucht naar Nederlands-Indië plaats. Van-Lear Black leek zo'n vlucht ook wel wat en hij charterde de H-NADP met de gebruikelijke bemanning voor dit avontuur. Na 16 dagen voorbereiding vertrok Geysendorffer met zijn crew en passagier met assistent op 15 juni 1927 voor de vlucht naar Batavia. Zij kwamen daar op 30 juni aan. De terugvlucht duurde van 6 tot en met 23 juli. Dit was de eerste retourvlucht naar Nederlands-Indië en de eerste intercontinentale chartervlucht in de geschiedenis van de internationale luchtvaart. De vlucht kende vele problemen, onder meer doordat men dwars door de moesson heen moest en doordat de motor tijdens de vlucht diverse storingen kreeg. Geysendorffer en zijn crew wist echter alle problemen op te lossen en na aankomst werden de bemanning en passagier in Amsterdam feestelijk gehuldigd.
Na deze reis volgde meerdere reizen met Van-Lear Black. Hij kocht uiteindelijk een eigen Fokker F.VIIb/3m en nam Geysendorfer en Scholte in dienst als zijn piloten. In deze periode trouwde Geysendorffer met de Deense Tofa Spandet. Uit dit huwelijk kwamen 2 dochters voort. Nadat Van Lear Black in 1930 van zijn jacht viel en verdronk keerden Geysendorffer en Scholte terug in KLM-dienst.
Begin jaren 30 liet Dick Asjes bij Pander een speciaal vliegtuig bouwen waarmee men heel snel post kon vervoeren naar Nederlands-Indië, de Pander S.4 Postjager. Naar zijn mening deed de KLM door passagiersvervoer met postvervoer te combineren veel te lang over de vluchten. Hoewel een concurrent van de KLM, besloot directeur Albert Plesman het initiatief te ondersteunen met wat hij "een sportief gebaar" noemde. Hij bood Geysendorffer aan als piloot voor het Plan Asjes. De Postjager vertrok met Geysendorffer, Asjes en marconist Van Straten op 9 december 1933 richting Nederlands-Indië. In Italië kregen ze echter motorstoring, waardoor de post alsnog met het KLM-vliegtuig de IJsvogel van de reguliere dienst verderging. Inmiddels was een ander KLM vliegtuig begonnen aan een recordvlucht naar Nederlands-Indië: de beroemde Kerstvlucht van de Fokker F.XVIII Pelikaan. De bemanning van de Pelikaan nam onderweg de Postjager post van de IJsvogel over. Nadat de technische problemen verholpen waren wist de Postjager alsnog de route te volbrengen in 72 uur en 20 minuten, maar het Plan Asjes kreeg geen vervolg.
Vervolgens vatte Asjes het idee op om met de Pander Postjager mee te doen aan de Melbourne race. Ook Geysendorffer was enthousiast en had vertrouwen in het vliegtuig. Op 20 oktober 1934 werd er gestart vanaf vliegveld Mildenhall (Engeland), met als bemanning Geysendorffer, Asjes en marconist Pronk. De Pander moest direct al een defect laten repareren in Duitsland, maar vervolgde zijn reis als derde in de race. In het Indiase Allahabad kreeg het toestel een storing aan het inklapbare onderstel, waardoor het geen kans meer maakte op een prijs in de race. Na reparatie wilde men de vlucht wel vervolgen. Bij de start botste het toestel echter tegen een tractor die over het veld reed. Het vliegtuig vloog in brand. Doordat een motor was blijven draaien, werden de vlammen bij de nooduitgang weggeblazen en kon de bemanning zich redden. Ook wisten zij de bestuurder van de tractor uit de vlammen te halen.
In de tussentijd bleef Geysendorffer piloot voor de KLM en maakte hij vele vluchten. In 1947 sloeg het noodlot toe. Direct na de start van vliegveld van Kastrup, stortte zijn Douglas Dakota PH-TCR neer en kwamen hij en 22 passagiers om het leven, onder wie Prins Gustaaf Adolf van Zweden, de Amerikaanse zangeres Grace Moore en actrice Gerda Neumann. Een van de klampen bleek nog aan het hoogteroer te zitten, waardoor het hoogteroer niet bediend kon worden en het vliegtuig overtrokken raakte.

## Bijzonderheden
- Tegenwoordig is er een scoutinggroep naar deze vliegenier vernoemd. (G.J.Geysendorffergroep)

## Onderscheidingen
- Ridder in de Orde van Oranje-Nassau